# Hess (krater księżycowy)
Hess – krater leżący na południowej półkuli na niewidocznej z Ziemi stronie Księżyca. Brzeg krateru był niszczony przez późniejsze uderzenia, pozostawiając niską, zniszczoną w procesie erozji zewnętrzną ścianę. Płaskie wnętrze zostało pokryte nową nawierzchnią stworzoną przez strumienie lawy i nie posiada żadnych kraterów. Ta powierzchnia ma nieco ciemniejsze albedo niż okoliczny teren.
Krater Boyle niemal przylega do północno-wschodniej ściany Hess, na południu znajduje się krater Abbe. Krater Hess przerywa pierścień ogromnego krateru Poincaré. Krater satelitarny Hess Z jest częściowo pokryty przez północny brzeg Hess. Mały krater Hess M przylega do południowo-zachodniego brzegu Hess i do północno-zachodniego brzegu Abbe.

## Satelickie kratery
| Hess | Szerokość | Długość  | Średnica |
| ---- | --------- | -------- | -------- |
| M    | 55,9° S   | 173,7° E | 27 km    |
| W    | 52,6° S   | 171,4° E | 28 km    |
| Z    | 52,0° S   | 174,0° E | 73 km    |